# Carl Cederström

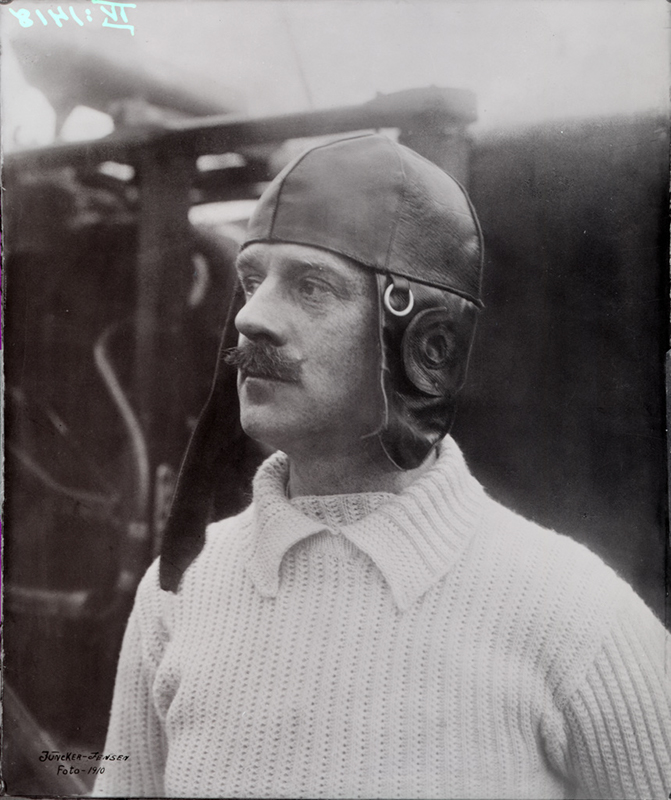
Carl Cederström, 1910

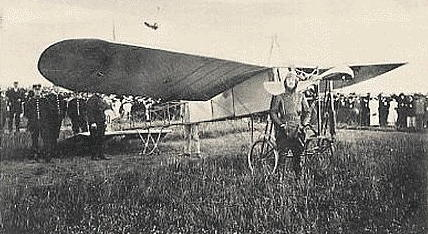
Carl Cederström, 1911

Carl Cederström (Stockholm, 5 maart 1867 - in de Botnische Golf, 29 juni 1918) was een Zweeds baron en vliegtuigpionier. Hij werd ook "flygbaronen" (de Vliegende Baron) genoemd.
Hij wilde toneelspeler worden maar zijn vader stuurde hem naar de landbouwhogeschool. Hij deed er in 1890 eindexamen. Cederström reisde daarna naar de Verenigde Staten, waar hij aan de kost kwam als schapenhandelaar en varietézanger. Aan het eind van de jaren 1890 keerde hij terug naar Zweden. Na verloop van tijd kreeg hij genoeg van de landbouw en begon hij, in 1907, het eerste Zweedse automobielbedrijf, Bilbolaget in Stockholm. Hij verhuurde er luxe auto's.
Hij raakte geïnteresseerd in vliegtuigen en ging in het voorjaar van 1910 naar Parijs om er het vliegen te leren. Zo werd hij Zwedens eerste vliegenier. Hij vloog op 24 augustus 1910 over  Sont (Öresund), en op 19 mei 1911 voor een groot publiek boven Stockholm. In 1911 stichtte hij Skandinaviska Aviastikaktiebolaget (de Scandinavische Luchtvaartonderneming N.V.).
Cederström kwam op 29 juni 1918 om het leven toen hij met zijn vliegtuig in zee neerstortte op een vlucht van Furusund naar Finland.
De Vliegende Baron Carl Cedeström ligt begraven op het kerkhof van Ingarö, samen met zijn vrouw Minna Cederström.